# Coccothrinax scoparia
Coccothrinax scoparia är en enhjärtbladig växtart som beskrevs av Odoardo Beccari. Coccothrinax scoparia ingår i släktet Coccothrinax och familjen Arecaceae.
Artens utbredningsområde är Haiti. Inga underarter finns listade i Catalogue of Life.

## Bildgalleri

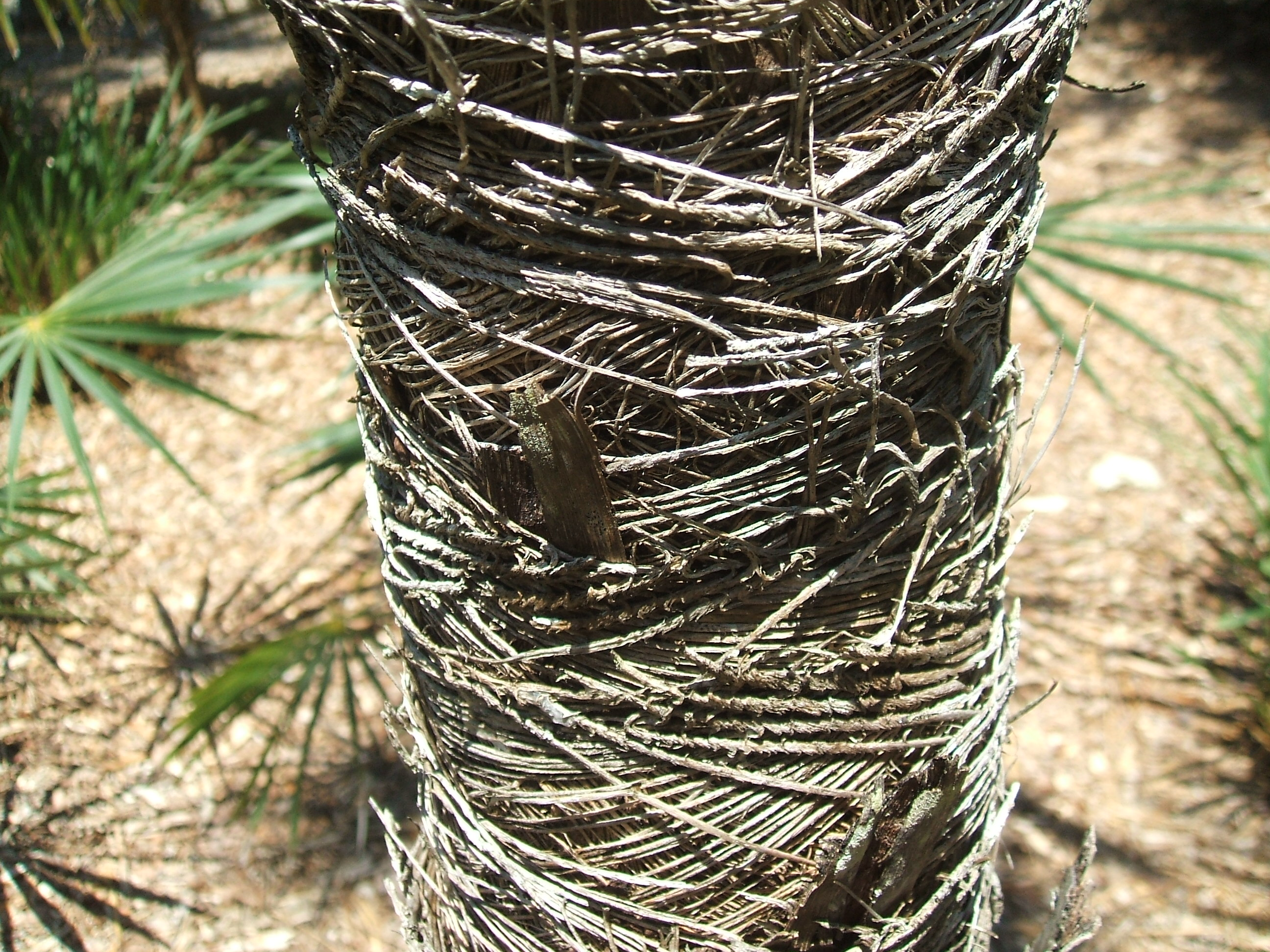